# Hernanes
Anderson Hernanes de Carvalho Andrade Lima (Recife, 29. svibnja 1985.), poznatiji kao Hernanes, bivši je brazilski nogometaš koji je igrao na poziciji ofenzivnog veznog igrača.
Hernanes je do 2010. nastupao za matični São Paulo. Godine 2008. dobio je nagradu za najboljeg nogometaša brazilske Série A, a engleski The Times ga je 2009. proglasio najperspektivnijim mladim nogometašem u svijetu.
Nakon dužih pregovora, u ljeto 2010. pristupio je rimskom Laziju.
Hernanes je uspješno nastupao za mlađe kategorije brazilske izabrane vrste (osvojivši i brončanu medalju na OI 2008.), dok je za A-selekciju ubilježio tek dva nastupa. Debitirao je 2008. u Londonu protiv Švedske, kojom je prilikom prvi nastup za reprezentaciju ubilježio i Alexandre Pato.

## Vanjske poveznice
- Profil na službenoj stranici Lazija  Arhivirana inačica izvorne stranice od 21. rujna 2010. (Wayback Machine) (tal.)
- Profil na goal.com  Arhivirana inačica izvorne stranice od 23. siječnja 2014. (Wayback Machine) (engl.)

### Ostali projekti
|  | Zajednički poslužitelj ima još gradiva o temi Hernanes |